# Вељко Петровић (књижевник)
Вељко Петровић (Сомбор, 4. фебруар 1884 — Београд, 27. јул 1967) био је српски књижевник и академик. Петровић је био председник Матице српске, председник Српске књижевне задруге и председник Удружења књижевника Србије.

## Биографија
Његов отац Ђорђе био је сомборски катихета који ће 1891. године у монаштву добити име Герасим, и предаваће у Богословији у Сремским Карловцима. Вељкова мајка се звала Милева и била је ћерка сомборског пароха Јована Момировића. Мајка му је умрла неколико недеља након порођаја. Вељко Петровић је имао две старије сестре Виду и Анђу и брата Миливоја. Гимназију на мађарском језику завршио је у родном Сомбору.
Године 1902. стиже у Будимпешту где је студирао право. Истовремено био је питомац првог српског колеџа, завода Саве Текелије, пештанског Текелијанума. Прве песме је почео да објављује 1905. године. Одржава пријатељске везе са Петром Коњовићем и Васом Стајићем.
Као младић Петровић пише о изразитој апатији код српске омладине и народа у Сомбору, за коју каже да вегетира и мало шта зна о Србима из других крајева, као и да масовно користе мађаризме.
У пролеће 1906. године у Будимпешти са Јурајом Гашпарцем уређује месечник на мађарском језику „Кроација“ („Croatia“), у чијем поднаслову стоји „Хрватско-српска социополитичка, економска и књижевна месечна ревија“.
Исте године, пошто је апсолвирао, главни уредник загребачког „Србобрана“ Светозар Прибићевић обавештава га да је примљен у уредништво. Године 1908. Вељко прелази у Сремску Митровицу за уредника „Слободе“, а 1909. године постаје уредник сарајевске „Српске ријечи“. Потом је 1911. године емигрирао у Београд, где је радио као ратни дописник за новосадски „Браник“ и за сарајевски „Народ“. У "Српском књижевном гласнику" објављује 1912. године приповетку "Заборав". Између 1914—1915. године био је у штабу Моравске дивизије II позива, док није позван у нишки Југословенски одбор, за једног од уредника „Савремених питања“.
У Београду упознаје песника Симу Пандуровића и угледног Јована Скерлића коме ће постати књижевни миљеник. "Мало је писаца који су као Вељко Петровић у књижевност ушли тако сигурно, без околишења, без куцања, право на главна врата. Отворио их је лично моћни Јован Скерлић 1908. године." Књижевни критичар Скерлић је за њега изрекао судбоносне речи: "Читајте те песме! То су не само најбоље патриотске песме које данас један Србин из Угарске пева, то иде можда у најбоље, али извесно у најоригиналније ствари целокупне поезије српске." Уз Вељка Петровића везују се два основна одређења: родољубиви песник и реалистички приповедач.
У јеку балканских ратова у београдском Народном позоришту упознаје седамнаестогодишњу Мару Мандрашевић, ћерку панчевачког трговца са којом ће се венчати у њеном родном месту, Кули, 20. новембра 1919. године. У дугом, срећном браку ипак неће све бити потаман, јер нису имали деце.
Прешавши Албанију упућен је у Женеву, у новинарски пропагандистички биро, где је радио до 1918. године на штампи и публикацијама. Објавио је 1916. године у америчком "Србобрану", на насловној страни родољубиву песму "Србији". Године 1918. изабран је за члана Југословенског одбора. Вељко се тада надао да ће бити постављен за амбасадора у Будимпешти, међутим, уместо тога 1919. године је именован за референта у одсеку Министарства просвете за Бачку, Банат и Барању у Новом Саду. Вељко Петровић је био масон и његов успон у јавном и културно-уметничком животу је био несумњиво подржан из тог миљеа. Он ће у многим организацијама, одборима, удружењима предњачити - водити главну реч и усмеравати културне токове. Следеће 1920. године премештен је у Министарство просвете у Београд. Између 1921. и 1923. године био је шеф Кабинета министра, затим је именован за референта у Уметничком одељењу, а од децембра 1924. године постаје инспектор у истом Министарству. Касније је Петровић напредовао и био дугогодишњи начелник у Министарству просвете (1927).
У то доба одржава везу са многим угледним српским књижевницима као што је био Јован Дучић, Алекса Шантић, Милош Црњански и Милан Кашанин, али и са ликовним уметницима као што је Петар Добровић који је урадио графику за насловну страну његове збирке приповедака „Буња и други у Раванграду“.
Вељко Петровић је 1928. године постао потпредседник београдског Пен-клуба. Године 1929. уз помоћ Милоша Црњанског, тадашњег члана пресбироа при Амбасади Краљевине Југославије у Берлину, Вељко Петровић је боравио у немачкој престоници где се упознао са водећим личностима културног живота Немачке.
Дана 12. јануара 1930. Петровић у свечаној дворани београдског Универзитета краљу Александру прочитао је своју расправу „Шумадија и Војводина“.
Почетком маја 1930. као извештач листа „Политика“ боравио је у Будимпешти и пише о Србима у Мађарској и њиховој културној баштини. Свој боравак у Будимпешти и Сентандреји поновио је 1961. године. Том приликом његов домаћин био је Стојан Д. Вујичић, доајен српских књижевника у Мађарској.
Фебруара 1936. године дотадашњи дописни члан Српске краљевске академије Вељко Петровић књижевник изабран је за редовног члана. Постојало је у Београду 1925. године Друштво књижевника, за чијег је председника изабран тада Петровић. У Београду је иницијативом београдског центра Пен-клуба дошло до новог удруживања писаца. Прва скупштина Удружења књижевника одржана је марта 1937. године у сали београдске кафане "Код два јелена". Изабран је на том бурном скупу, пред четрдесетак присутних књижевника, за председника Вељко Петровић. У јануару 1938. постављен је за програмског директора Београдске радио станице.
За време Другог светског рата је био извесно време затворен од стране окупатора, због масонског чланства.
Умро је у Београду 1967. године, а сахрањен је уз велике почасти у Алеји народних хероја на Новом гробљу.

## Књижевност
На књижевном плану почео је да зарађује још 1903. у „Новом Србобрану“, пишући политичке чланке, козерије, дописе и преводећи приче. Од 1905. почео је да објављује стихове, приче и књижевне чланке и белешке у „Српском књижевном гласнику“ и „Бранковом колу“, а потом и у „Делу“, „Савременику“, „Новој искри“, „Босанској вили“ и „Словенском југу“. Године 1912. је издао свеску „Родољубиве песме“, а 1914. књигу песама „На прагу“. Исте године спремио је две књиге приповедака за издања Матице српске и „Напретка“, али је у току рата рукопис изгубљен.
Тек 1920. године почео је да штампа избор својих новела, у књигама:
- “Буња и други из Раванграда“, предратна причања, дванаест приповедака (1921),
- „Померене савести“, десет приповедака (1922),
- „Три приповетке“ (1922),
- „Искушење“, петнаест приповедака (1924). 1925. издала је Српска књижевна задруга избор из Петровићевих новела (Приповетке).

Петровић је написао око сто приповедака, и велик број чланака из књижевности и уметности у „Политици“, „Летопису“ итд. О стогодишњици Матице српске Петровић је уредио „Албум војвођанске уметности“ и у њему написао преглед српске уметности од краја 17. до 20. века.
Вељко Петровић је 1933. године у децембру месецу на главној скупштини Читаонице изабран „ради заслуга у националном и културном погледу“ за њеног почасног члана.
Вељко Петровић је био члан Српске академије наука и уметности, био је председник Матице српске у Новом Саду и Српске књижевне задруге у Београду, и дугогодишњи управник Народног музеја у Београду. Претежно је писао о Војводини, њеном амбијенту и људима, а и аутор је многих чланака и студија из области књижевности и ликовних уметности уопште, посебно војвођанског сликарства XVIII и XIX века. Добитник је награде Савеза књижевника Југославије.

## Наслеђе
Мара Петровић, његова супруга, поштујући жељу Вељка Петровића, завештала је граду Београду све културно историјске вредности које су га у њиховој кући за живота окруживале. Ту су, пре свега, рукописи, преписка и библиотека Вељка Петровића, затим уметничке слике, стилски намештај и предмети примењене уметности. Легат још увек није отворен за јавност, због недостатка средстава за адаптацију породичне куће, такође поклоњене Граду, за музејску намену.
По њему је названа Улица Вељка Петровића (Сомбор).

### Награда „Вељкова голубица“
Награда установљена 2007. године се додељује за свеукупно приповедачко дело савременог писца на српском језику. Награда ће се додељивати сваке године, средином октобра, на манифестацији „Вељкови дани“, у Сомбору.
Први добитник је Мирослав Јосић Вишњић.

## Дела
- 1902. „Родољубиве песме”
- 1909. „Буња”
- 1912. „На прагу”
- 1921. „Буња и други из Раванграда”
- 1921. „Варљиво пролеће”
- 1922. „Померене савести”
- 1922. „Три приповетке”
- 1924. „Искушења”
- 1925. „Приповетке”
- 1932. „Изданци из опаљена грма”
- 1948. „Препелица у руци”
- 1964. „Дах живота”